# José Antonio Solano
José Antonio Solano Moreno (* 4. Februar 1985 in Cartagena) ist ein spanischer Fußballspieler. Der Abwehrspieler spielt beim österreichischen Zweitligisten SV Horn.

## Sportliche Laufbahn
Solano begann seine Karriere beim FC Cádiz, von wo er 2005 zum CD Leganés in die Segunda División B wechselte. Nach einem Jahr wechselte er zum Ligakonkurrenten Écija Balompié, wo er 2007/08 Meister wurde, jedoch den Aufstieg verpasste. 2008 wurde er in die zweite Mannschaft des FC Barcelona geholt, wo er zu keinem Einsatz kam. 2009 kehrte er zu Ècija zurück, woraufhin er von 2010 bis 2012 beim CD Badajoz unter Vertrag stand.
Im Jänner 2012 wechselte er nach Österreich zum Wolfsberger AC. Sein Debüt in der zweithöchsten österreichischen Spielklasse gab er am 3. März 2012 gegen LASK Linz, als er durchspielte. Das Spiel in Linz wurde 1:2 verloren. Am Ende der Saison konnten die Wolfsberger den Aufstieg fixieren und Solano gab sein Debüt in der Bundesliga, der höchsten österreichischen Spielklasse. Am 2. Spieltag welcher am 29. Juli 2012 stattfand, im Spiel gegen die SV Ried, spielte Solano unter Trainer Nenad Bjelica durch und erzielte per Kopf, nach Flanke von Michael Liendl, das zwischenzeitliche 1:0 beim 2:0-Auswärtssieg in der Keine Sorgen Arena.

## Erfolge
- Aufstieg in die Bundesliga 2012